# Juhos Lajos
Juhos Lajos (Kolozsvár, 1879. augusztus 8. – Keszthely, 1940. január 18.) statisztikus, gazdasági akadémiai tanár, majd igazgató, mezőgazdasági üzemtani szakíró

## Pályafutása
Középiskoláit szülőhelyén, a gazdasági akadémiát Magyaróváron végezte el. A mezőgazdasági tudományok doktorává a budapesti József Nádor Műszaki és Gazdaságtudományi Egyetem mezőgazdasági fakultásán avatták.
1902-től működött a mezőgazdasági felsőfokú képzésben, fő hivatásának a jövendő generáció szakembereinek oktatását tekintette. Előbb a kassai Gazdasági Tanintézet tanársegéde, majd 1911-ig a kolozsvári Gazdasági Tanintézet Gyakorlati Tanszékének adjunktusa volt. 1911–1912-ben ugyanilyen minőségben a Debreceni Gazdasági Akadémia Gyakorlati Tanszékén oktatott, ekkor Magyaróvárra nevezték ki a gyakorlati tanszék rendkívüli tanárává. 1914 és 1918 között végigszolgálta az I. világháborút, több kitüntetéssel tartalékos főhadnagyként szerelt le.
1918-ban a Keszthelyi Gazdasági Akadémia nyilvános rendes tanárává léptették elő, s egyben az üzemtani tanszék vezetője volt 1935-ig, amikor a Debreceni Gazdasági Akadémia igazgatójává nevezték ki. Legfelsőbb kormányzói elismerésben részesült, s a Darányi Ignác Agrártudományi Társaság rendes tagjává választotta.
A rá emlékező írások szerint túlfeszített munkatempója miatt 1938-ban megbetegedett, s nyugdíjba kényszerült. Nyugdíjazása után a keszthelyi Kisüzem Számtartási Központ vezetését egészen haláláig továbbra is ellátta (1938–1940).
Mezőgazdasági üzemtannal foglalkozott, a magyarországi mezőgazdasági számtartás-statisztika megteremtője, az első magyarországi kisüzemi számtartási központ megszervezője volt (Keszthely, 1926). „Ernst Laur svájci professzor több évtizede eredményesen működő kisüzemi számtartási rendszere alapján dolgozta ki az általa javasolt hazai módszert. Kezdeményezését felkarolta – és anyagilag támogatta – az Országos Magyar Gazdasági Egyesület és a Földművelésügyi Minisztérium. Egyre több oktatási, tudományos intézet és a területi mezőgazdasági kamarák csatlakozásával 5-7 év alatt az egész országot behálózó, a kisgazda számtartás gyűjtésére is alkalmas szervezetet sikerült kiépíteni.”
A dunántúli kisüzemek jövedelmi és üzemi eredményeit is vizsgálta.
Sírja a Nemzeti sírkert részeként védett, a keszthelyi Szent Miklós temetőben található (Mauzóleumkert, díszsírhely, jobb oldal, 1. sor, 2. sírhely). 2021-ben felújították.

## Főbb művei
- Általános mezőgazdasági üzemtan. I-II. köt. (Keszthely, 1923.) 191 és 178 lap;
- Kisgazdaságok jövedelmi eredményei az 1929. évben (Keszthely, 1930);
- Munkaracionalizálás a mezőgazdaságban (Keszthely, 1932);
- Üzem-tervkészítés és más mezőgazdasági előszámítások (Keszthely, 1933);
- Jelentés a 100 kat. holdon aluli dunántúli kisgazdaságok 1937. évi jövedelem helyzetéről (Kulin Sándorral, Keszthely, 1938).